# Matanza de la mina de La Bornaína
La Matanza de la mina de La Bornaína fue una masacre cometida en España el 28 de julio de 1938. Fueron asesinadas ocho personas que se ocultaban en la mina El Rebollal, cerca de La Bornaína. Eran soldados republicanos habían sido derrotados por el ejército sublevado, y huían en retirada, desde la zona oriental de Asturias hacia la zona central. A ellos se había unido Oliva Zafa Castillo después de que su marido, Laureano Arguelles Felgueroso y alcalde de Piloña hubiese sido asesinado y su cuerpo fuese arrastrado por los caminos de Infiesto amarrado a la cola de un caballo.

## Antecedentes
La situación de este punto queda en lo alto de una loma, entre el concejo de San Martín del Rey Aurelio, el de Langreo y alto de Carbayín. Toda esta zona fue testigo de una gran actividad y lucha minera, desde sus principios, acentuándose en la Revolución de Octubre, pasando a la Guerra Civil y luego afrontando las consecuencias que se fueron creando por los hombres que se vieron empujados a tomar el camino de la montaña.
Aquí, en este lugar, a unos 300 metros, aproximadamente, por debajo de la carretera que conduce y comunica a todos estos pueblos, entre Ciaño-Santana, pasando por lo alto de La Camperona, para luego descender por el pueblo de Suares, pasando por Bimenes para enlazar con la carretera general en Nava, fueron sitiados una mujer y siete hombres, en una mina que ya estaba abandonada. Este grupo de guerrilleros había sido perseguido días antes, y habían logrado escapar, buscando como último refugio aquella mina. La sombra de la traición acompañó a este grupo y los delatores pusieron en conocimiento en conocimiento de las fuerzas su refugio y escondite. Fue así como fueron copados en este lugar, encajonado y reducido, durante tres días y tres noches, obligándoles a rendirse por el hambre. A partir de este momento se estableció un diálogo entre los copados y el comandante que dirigía esta operación. Son muchos los comentarios y los relatos que se pueden escuchar con respecto a este suceso y cada uno de ellos dice ser cierto lo que él manifiesta.

## Asesinatos
Después de haber escuchado a varias personas con su relato en directo, parece ser que el asesinato de estas personas ocurrió de la forma siguiente:
"Es cierto que existió un diálogo entre el jefe que dirigía las fuerzas y los hombres que estaban sitiados. Parece ser que este comandante o jefe prometió, bajo su palabra de honor, detenerlos y llevarlos ante un tribunal que los juzgara. El portavoz del grupo guerrillero, previa consulta con sus compañeros, sabía que ninguno de ellos tenía responsabilidades de ningún delito, excepto el puramente político; entonces accedieron a salir y entregarse sin hacer resistencia alguna. (Con una excepción, dado que uno de los copados, estaba en posesión de una pistola, y tras intentar convencer a sus compañeros de que, por mucho que les prometiesen iban a ser asesinados, lo mejor sería quitarse ellos mismos la vida, hizo uso de su arma, y se ofreció un mortal disparo a sí mismo, siendo el único en fallecer dentro de la mina). Cuando el resto del grupo estaba ya sobre la pradera y fuera de la boca de mina fueron invitados a comer algunos de los alimentos que las mismas fuerzas les entregaron, entre ellos algunas onzas de chocolate. Fue en ese momento cuando llegó un hombre falangista acompañado de unas personas, y, dirigiéndose al jefe que comandaba las fuerzas, le dijo en un tono severo: "Ya llegó el momento, estos tienen que morir aquí hoy".
Se estableció entonces un diálogo fuerte de palabras entre ese jefe y aquel falangista, responsabilizándose este de todo lo que pudiera suceder al tomar tan desbravada y criminal decisión que aquel jefe militar le hizo saber enérgicamente, haciéndole ver que él tenía comprometida su palabra de honor con el portavoz delgrupo de huidos de entregarlos y ponerlos de cara ante un tribunal y no ante los fusiles de su tropa. Sin que apenas hubiese más palabras las armas comenzaron a disparar, ante la horrorizada presencia de las familias de las víctimas, llevadas al lugar para presenciar tan ruin acto in-situ, imponiendo la ley del silencio que ellas saben: el crimen y la muerte.
Aquella mujer y seis hombres cayeron fulminados al suelo, el séptimo yacía inerte dentro de la mina, por el fuego seco de las balas, cuando alguno de ellos todavía tenía el pedazo de pan y chocolate entre sus manos y en su boca.
Allí fueron enterrados, donde descansan sus restos en el día de hoy, con una placa puesta a su cabecera, donde se puede leer la fecha de su asesinato y el nombre de cada uno de ellos, que son:
- Olivia Zafa Castillo (23 años)
- Aquilino Suárez Fernández (25 años)
- Cándido Fernández Montes (22 años)
- Francisco Fernández Nava (31 años)
- Vicente Roces Fernández(36 años)
- Jamino Fernández Suárez (26 años)
- Amalio Fernández Rodríguez (22 años)
- José García Iglesias (24 años)

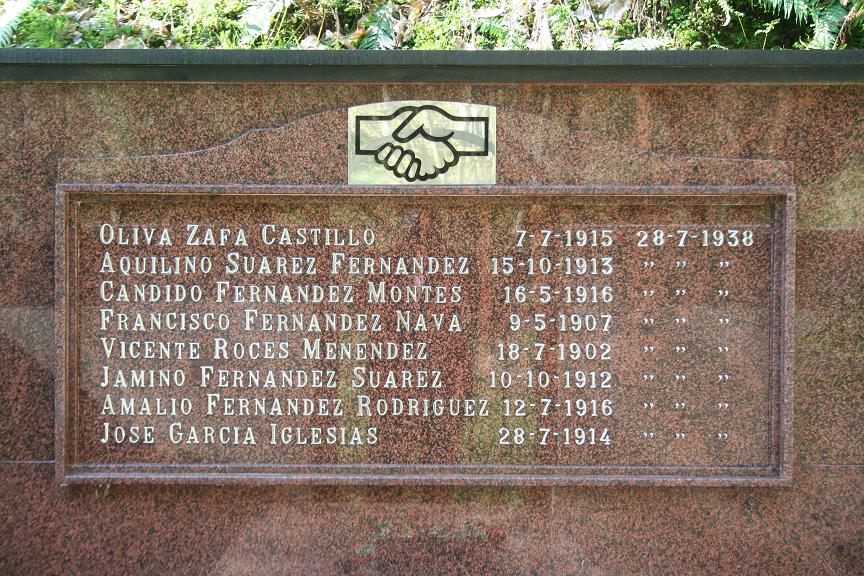
Placa conmemorativa.

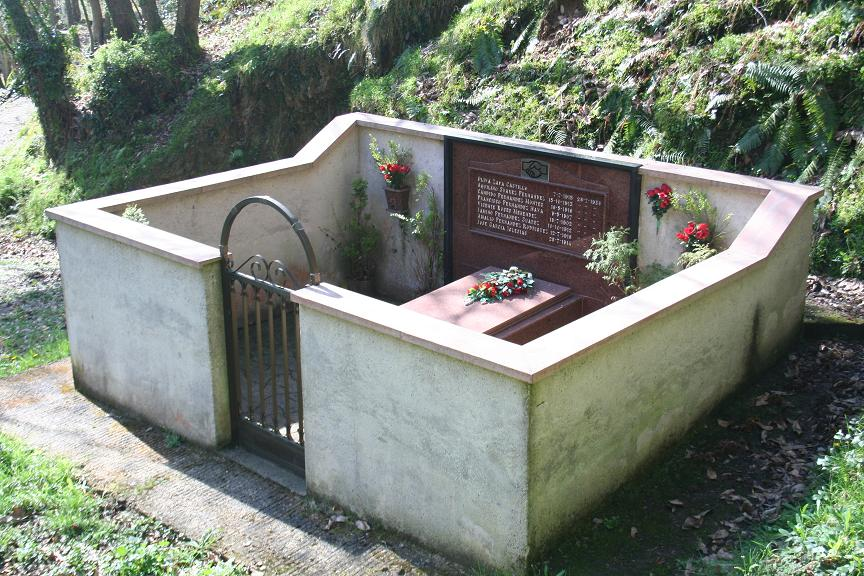
Mausoleo en honor a los asesinados en La Bornaína, marzo de 2011

Sin dudarlo este trabajo y esta placa emplazado en la Bornaína, cerca de la Camperona, en nombre de estos ocho mártires que aquí perecieron, sin darles tiempo a decir una sola palabra, es el más completo de todos cuantos fueron hechos hasta este momento. En nombre de los mártires y de la LIBERTAD, vaya el más sencillo reconocimiento a todos aquellos que aportaron la iniciativa y el trabajo.